# Antoinette Bugette
Pour les articles homonymes, voir Bugette.
Antoinette Bugette, née Hobeniche le 25 avril 1825 à Vernet-la-Varenne et morte le 3 octobre 1902 à Paris 10e, est une photographe française, active au milieu des années 1860 à Paris.

## Biographie

### Jeunesse et famille
Antoinette Hobeniche naît en 1825 à Vernet-la-Varenne, fille d'Étienne Hobeniche et Gabrielle Sabatier. En 1840, âgée de quinze ans, elle épouse Jean Bugette, jardinier, à Issoire où naît leur fille Marie en 1843. Leurs fils Marc Antoine et Michel naissent respectivement en 1846 et 1847 à Clermont-Ferrand. Dix ans plus tard, Jean Bugette meurt à Paris, où la famille s'est établie. L'année suivante, Marc Antoine meurt à l'âge de douze ans. 

### Carrière
À l'instar de quelques veuves de son époque, Antoinette Bugette choisit au milieu des années 1860 la photographie comme moyen de subsistance. Établie 126, boulevard Richard-Lenoir sous la raison sociale « Bugette et Cie », elle commercialise des portraits cartes-de-visite. Mais en août 1865, son atelier est déclaré en faillite. Un concordat pour le paiement des créances est homologué en décembre. Vers 1866, Antoinette Bugette aurait continué son activité 11, rue de la Folie-Méricourt. Lorsque sa fille Marie, plumassière, meurt à l'âge de 24 ans en août 1867, Antoinette Bugette est dite sur son acte de décès « photographe rue Ternaux, 8 ». Mais en 1880, quand son fils Michel se marie au Havre, elle est devenue « fabricante de plumes pour parures ».  
Elle meurt en octobre 1902, en son domicile parisien du 1, boulevard de Strasbourg,. Comme les autres membres de sa famille, elle est inhumée au cimetière du Père-Lachaise, sous l'identité « Hobeniche Vve Bugette Antoine  [sic] » dans le registre d'inhumation.